# Sárgahasú cukorharkály
A sárgahasú cukorharkály (Sphyrapicus varius) a madarak (Aves) osztályának harkályalakúak (Piciformes) rendjébe, ezen belül a harkályfélék (Picidae) családjába tartozó faj.

## Előfordulása
Kanada és az Amerikai Egyesült Államok északi és keleti részein költ, telelni délre költözik, eljut Panamáig.
Juhar-, nyír- és nyárerdőkben él, de megtalálható gyümölcsösökben is.

## Alfajai
- Sphyrapicus varius appalachiensis
- Sphyrapicus varius varius

## Megjelenése
Testhossza 22 centiméter, testtömege 67-89 gramm. A hím feje sávosan csíkos, torka fekete, a tojó színei kevésbé élénkek.
|  |  |

## Életmódja
Többféle étrendet követnek. Lyukat vágnak a fába és a kicsorgó nedveket hosszú, rojtos nyelvükkel felszívják, az odatévedő rovarokat megfogják. Kopogtatásukkal rovarlárvákat keresnek a fák kérge alatt.

## Szaporodása
Fák törzsébe vájt béleletlen odúba rakja tojásait.